# 마크 헤리어
마크 헤리어(Mark Herrier, 1954년 10월 6일 ~ )는 미국의 배우, 텔레비전 배우이다.
롬포크에서 태어났다.

## 영화
- 팝콘 (1991년)
- 파라다이스 (1988년)
- CIA 요원 닉 (1987년)
- 포키스 3 (1985년)
- 포키스 2 (1983년)
- 포키스 (1981년)